# Mateo Matić
Mateo Matić (* 7. Januar 1996 in Ilanz/Glion) ist ein schweizerisch-kroatischer Fussballtorhüter.

## Karriere

### Vereine
Matić begann seine Laufbahn in der Jugend des Grasshopper Club Zürich. Zur Saison 2013/14 wurde er in das Kader der zweiten Mannschaft befördert. Bis Saisonende kam er zu sieben Einsätzen für die Reserve der Grasshoppers in der viertklassigen 1. Liga. In der nächsten Spielzeit bestritt er 13 Ligaspiele. In der Saison 2015/16 absolvierte der Torhüter 22 Partien in der vierthöchsten Schweizer Spielklasse. In den folgenden Play-offs um den Aufstieg schied die Mannschaft in der ersten Runde gegen den FC La Chaux-de-Fonds aus. 2016/17 wurde Matić zwölfmal in der 1. Liga eingesetzt, bevor er Anfang 2017 an den Zweitligisten FC Schaffhausen ausgeliehen wurde. Bis Saisonende kam er zu 14 Einsätzen in der Challenge League. Daraufhin wurde die Leihe um ein Jahr verlängert, und Matić spielte in der nächsten Saison 13-mal für Schaffhausen in der zweithöchsten Schweizer Liga. Im Sommer 2018 kehrte er zum Grasshopper Club Zürich zurück. In der folgenden Spielzeit war er in der ersten Mannschaft der Zürcher hinter Heinz Lindner Ersatztorhüter und debütierte am 35. Spieltag in der erstklassigen Super League. Die Mannschaft stieg schliesslich als Tabellenletzter in die Challenge League ab. Nach dem Wechsel Lindners zum SV Wehen Wiesbaden verpflichtete der Schweizer Rekordmeister im Sommer 2019 Mirko Salvi, der fortan als erster Torhüter fungierte. In jener Spielzeit kam Matić nicht zum Einsatz. Kurz vor Beginn der folgenden Spielzeit 2020/21 verletzte sich Salvi, und Matić avancierte zur neuen Nummer 1. Bis Saisonende stand er in sämtlichen 36 Ligaspielen im Tor. Der Grasshopper Club stieg schliesslich als Tabellenführer in die Super League auf. Nach dem Aufstieg verpflichtete der Verein im Sommer 2021 mit André Moreira einen neuen Stammtorhüter, und Matić kam bis zum Saisonende nur noch auf zwei weitere Pflichtspieleinsätze. Nach Beginn der Saison 2022/23 schloss er sich Ende August 2022 dem Zweitligisten FC Thun an, nachdem dort der bisherige Stammtorhüter Nino Zisweiler verletzt ausfiel. Im Laufe der Saison konnte sich Matić als neuer Stammtorhüter durchsetzen und behielt diesen Platz auch nach Zisweilers Rückkehr. 2024 scheiterte er mit der Mannschaft als Tabellenzweiter in der Barrage gegen den Grasshopper Club am Aufstieg in die Super League und verließ den Verein anschließend.

### Nationalmannschaften
Zwischen 2011 und 2018 bestritt der Torhüter insgesamt sechs Partien für diverse Schweizer Jugendnationalmannschaften. Bei der U17-Europameisterschaft 2013 in der Slowakei stand er zwar im Kader der Eidgenossen, wurde aber während des Turniers nicht eingesetzt.